# Assol (imię)
Assol (ros. Ассоль) – rzadkie rosyjskie imię żeńskie, które pojawiło się w Związku Radzieckim po opublikowaniu w 1923 baśniowej opowieści Ałyje parusa (ros. Алые паруса, pol. Szkarłatne żagle) autorstwa rosyjskiego pisarza pochodzenia polskiego Aleksandra S. Grina – nosiła je tytułowa bohaterka.
W 1961 baśń została zekranizowana jako melodramat w reż. Aleksandra Ł. Ptuszki, a w roli Assol wystąpiła Anastasija A. Wiertinska. Po projekcji filmu w kinach radzieckich imię Assol stało się dość popularne wśród rodziców wybierających imię dla swoich córek.
Istnieją dwie wersje pochodzenia imienia. Według pierwszej pisarza natchnęło pytanie skierowane do kelnera: А соль? (pol. A sól?), według drugiej imię pochodzi od hiszp. al sol (pol. ku słońcu).
W języku rosyjskim imię Assol jest nieodmienne. Nie ma polskiego odpowiednika.
Imienia Assol używa jako pseudonimu scenicznego ukraińska piosenkarka Kateryna Ihoriwna Humeniuk.

## Znane osoby noszące imię Assol
- Asol Sliwiec